# Життя за рік
Життя за рік (англ. Life in a Year) — американський романтичний драматичний фільм 2020 року режисера Мітжи Окорна за сценарієм Джеффрі Аддисса і Вілла Метьюза про 17-річного підлітка, який виявляє, що його дівчина помирає від раку. В ролях Джейден Сміт, Кара Делевінь, Куба Гудінг-молодший і Ніа Лонг. Вілл Сміт і Джада Пінкетт Сміт виступають виконавчими продюсерами під своїм прапором Overbrook Entertainment.
Стрічка вийшла 27 листопада 2020 року, дистриб'ютор — компанія Sony Pictures Releasing.

## Сюжет
Фільм "Життя за рік" розповідає історію кохання 17-річного хлопця і його дівчини, яка дізнається про смертельний діагноз. Дізнавшись про те, що його подруга невиліковно хвора, молода людина вирішує зробити все можливе, щоб його кохана прожила решту року життя якомога яскравіше.

## В ролях
- Джейден Сміт у ролі Дарин
- Кара Делевінь у ролі Ізабель
- Ніа Лонг у ролі Катріни
- Куба Гудінг мол. у ролі Ксав*єра
- RZA у ролі Рона
- Кріс Д*Елія у ролі Філа
- Стоуні Блайден у ролі Кірана
- JT Neal в ролі Семмі

## Виробництво
У березні 2017 року було оголошено, що Кара Делевінь і Джейден Сміт приєдналися до акторського складу фільму, а Мітя Окорн зняла сценарій за сценарієм Джеффрі Аддисса і Уїлла Метьюза. Вілл Сміт і Джада Пінкетт Сміт будуть виконавчими продюсерами свого банера Overbrook Entertainment. У квітні 2017 року до акторського складу фільму приєдналися Терренс Ховард, Стоуні Блайден, Ніа Лонг, RZA і Джей Ті Ніл. У травні 2017 року Кріс Д'еліа і Куба Гудінг-молодший приєдналися до акторського складу фільму, а Гудінг-молодший замінив Ховарда.

### Екранізація
Основне знімання почали в квітні 2017 року в Торонто, Онтаріо, Канада.

## Випуск
Фільм вийшов 27 листопада 2020 року, дистриб'ютор — компанія Sony Pictures Releasing.